# Priscah Jeptoo
Priscah Jeptoo-Chepsirut, kenijska atletinja, * 26. junij 1984, Kipsamo, Kenija.
Nastopila je na poletnih olimpijskih igrah leta 2012 in osvojila srebrno medaljo v maratonu. Na svetovnih prvenstvih je v isti disciplini prav tako osvojila srebrno medaljo leta 2011. Istega leta je osvojila Pariški maraton, leta 2013 pa Londonski maraton in Newyorški maraton.